# デフバスケットボール
デフバスケットボール（deaf basketball）は、聴覚障害者を対象とするバスケットボールのことである。国際デフバスケットボール連盟 (DIBF)が世界規模の大会開催、デフ審判制度の運営、競技の向上・普及活動を行っており、日本では特定非営利活動法人日本デフバスケットボール協会 (JDBA)が運営に当たっている。
1985年からデフリンピックの正式種目として採用され、1997年に日本デフバスケットボール協会、1998年に国際デフバスケットボール連盟の前身である国際デフバスケットボール協会(IDBA)が発足。
国際・国内大会における競技規則は通常のバスケットボールと同一のルールを採用しており、特別なルールはない。
国内大会によっては聴者の参加を受け入れており、一度にコートに出られる聴者の数を制限する「オンザコート」ルールを採り入れている。